# Муаммар З.А.
Кари Муаммар Зайнал Асыйкин (араб. معمر زين العاشقين‎, Му’аммар Зайн-аль-Ашкин; род. 14 июня 1954 г.), иногда сокращенно Муаммар З.А. или Муаммар ЗА — индонезийский чтец (кари) Корана и хафиз, хорошо известный на национальном и международном уровнях. Выиграл конкурсы чтецов Корана, известные как «Мусабака Тилаватил Куран» («МТК») в 1980-х годах в Индонезии и за рубежом. Его талант был признан в детстве в его родном городе Пемаланг, где он выиграл местный детский конкурс чтецов Корана в 1962 году, когда ему было 7 лет. Он известен своим объёмом дыхания и долготой пения без.

## Биография
Кари Муаммар родился в деревне Памулихан в центральнояванском окурге Пемаланг в семье Х. Зайнала Асыйкина и Х.Дж. Муминатул Афифа, которые были религиозными деятелями своей родной деревни. Он был седьмым ребёнком из десяти. У него есть младший брат по имени Имрон Росйади З. А., который пошел по стопам своего брата и стал чтецом. Муаммар женился на женщине из Ачеха по имени Сиарифах Надия в 1984 году, у них есть дочь и четыре сына.
Кари Муаммар имеет множество достижений, связанных с соревнованиями по чтению кираатов Корана. В 1967 году он занял первое место на конкурсе чтецов Корана («МТК») в особом округе Джокьякарта, а после этого выиграл в 1972 и 1973 годах, представляя Джокьякарту на национальном уровне конкурса чтецов Корана в Индонезии. В 1979 и 1986 годах он выиграл международный конкурс чтецов Корана, и из-за его достижений его пригласили читать в Истана Нурул Иман в Брунее, Национальном дворце Малайзии и на Ближнем Востоке.
Джамия Бинориа пригласила его читать Коран в Пакистане в 2009 году. Его также пригласили читать в Турции (IGMG Aileler Günü) в 2004 году.
В 2002 году Муаммар основал исламскую школу-интернат (песантрен) под названием «Песантрен Уммуль Кура», расположенную в Чипондохе (Тангеранг), чтобы с юных лет обучать будущих профессиональных кари.